# クスウィネ (ウェセックス)
クスウィネ（Cuthwine）はウェセックス初期の王族。チェウリンの息子としてアングロサクソン年代記にその名が見られる。
592年に父チェウリンが退位させられると、王座は従兄弟であるチェオルに奪われる。クスウィネに関してはわずかな事しか知られてはいない。3人の息子、585年にキュネバルド（Cynebald）、590年にチェッダ、592年にクタ・カスウルフが生まれたとある。672年にチェオルの血統が途絶えると、息子クタを通じてクスウィネの血統はウェセックス王家の始祖となった。